# Циглена
45°52′ пн. ш. 16°56′ сх. д. / 45.86° пн. ш. 16.93° сх. д.
Циглена (хорв. Ciglena) — населений пункт у Хорватії, в Б'єловарсько-Білогорській жупанії у складі міста Б'єловар.

## Населення
Населення за даними перепису 2011 року становило 340 осіб.
Динаміка чисельності населення поселення: